# Lee Hyun-Il
Lee Hyun-Il (en coreano: 이현일; Seúl, 17 de abril de 1980) es un deportista surcoreano que compitió en bádminton. Ganó una medalla de bronce en el Campeonato Mundial de Bádminton de 2006 en la prueba individual.

## Palmarés internacional
| Campeonato Mundial | Campeonato Mundial | Campeonato Mundial | Campeonato Mundial |
| Año                | Lugar              | Medalla            | Prueba             |
| ------------------ | ------------------ | ------------------ | ------------------ |
| 2006               | Madrid (España)    | Medalla de bronce  | Individual         |